# Bruce Langhorne
Bruce Langhorne (Tallahassee, Florida; 11 de mayo de 1938-14 de abril de 2017) fue un músico estadounidense de folk. Estuvo activo durante la década de 1960 en la escena folk de Greenwich Village, generalmente como músico de sesión para grabaciones de estudio y giras. Con siete años, perdió dos dedos de su mano derecha en un accidente, lo cual contribuyó a un estilo distintivo a la hora de tocar la guitarra.
Langhorne trabajó con una variedad de músicos relacionados con el folk durante las décadas de 1950 y la siguiente, incluyendo The Clancy Brothers & Tommy Makem, Joan Báez, Richie Havens, Carolyn Hester, Peter LaFarge, Gordon Lightfoot, Hugh Masekela, Odetta, Babatunde Olatunji, Peter, Paul and Mary, Richard y Mimi Fariña, Tom Rush y Buffy Sainte-Marie.
El personaje que da título a la canción de Bob Dylan «Mr. Tambourine Man» está inspirado en Langhorne, quien solía tocar un tambor de marco turco en conciertos y grabaciones. El tambor, que Langhorne compró en una tienda musical de Greenwich Village, tenía cascabeles atados alrededor de su interior, dándole un tintineo semejante al de una pandereta. Langhorne usó el instrumento más comúnmente con Richard y Mimi Fariña. El tambor fue adquirido por Experience Music Project.
Además de inspirar el personaje que dio título a «Mr. Tambourine Man», Langhorne tocó la guitarra eléctrica en la canción. Su guitarra también es prominente en otras canciones del álbum de Dylan Bringing It All Back Home, incluyendo "Love Minus Zero/No Limit", "She Belongs to Me", "Subterranean Homesick Blues", "Outlaw Blues", "Bob Dylan's 115th Dream" y "Maggie's Farm". También tocó la guitarra con Dylan en su aparición televisiva en The Les Crane Show en febrero de 1965, donde tocó "It's Alright Ma (I'm Only Bleeding)" y "It's All Over Now, Baby Blue". Dos años antes, Langhorne había tocado con Dylan en la canción de The Freewheelin' «Corrina, Corrina», así como en el descarte «Mixed-Up Confusion», publicado años después en Biograph.
Langhorne compuso música para el western de Peter Fonda The Hired Land (1971), combinando instrumentos como el sitar, el violín y el banjo. También compuso música cinematográfica para el largometraje de Fonda Idaho Transfer. 

## Muerte
Después de sufrir un ataque vascular cerebral en 2015, se cambió a un asilo en donde permaneció hasta su muerte el 14 de abril de 2017.